# Aiakides (Epirus)
Aiakides (altgriechisch Αἰακίδης Aiakídēs; † 313 v. Chr.) war ein König der Molosser und Hegemon der Epiroten.
Aiakides war ein jüngerer Sohn des Königs Arybbas und der Troas aus der Dynastie der Aiakiden, die sich von dem homerischen Helden Achilleus herleitete. Sein Name verweist auf Aiakos, den mythischen Urahn der Aiakiden. Beim Tod seines Vaters 342/1 v. Chr. war er noch unmündig, weshalb zunächst sein Onkel Alexandros den Thron der Molosser bestieg. Frühestens nach dessen Tod 331 v. Chr. konnte Aiakides den Thron übernehmen.
Verheiratet war Aiakides mit Phthia, einer Tochter des thessalischen Reiterführers Menon von Pharsalos. Ihre Kinder waren:
- Pyrrhos I. († 272 v. Chr.)
- Deidameia († wohl 298 v. Chr.)
  - 1. ⚭ mit Alexander IV. Aigos († 310 v. Chr.)
  - 2. ⚭ mit Demetrios I. Poliorketes († 283 v. Chr.)
- Troas

Während des zweiten Diadochenkriegs (319–316 v. Chr.) unterstützte Aiakides im Jahr 317 v. Chr. seine Tante Olympias und Polyperchon bei der Machtübernahme in Makedonien gegen Eurydike und König Philipp III. Arrhidaios, was ihm wiederum die Feindschaft Kassanders einbrachte. Als Olympias 316 v. Chr. in Pydna von Kassander belagert wurde, beabsichtigte Aiakides, seine Tante mit einem epirotischen Heer zu entsetzen. Aber schon an den Gebirgspässen nach Makedonien wurde er von einem General Kassanders aufgehalten, worauf sich sein Heer auflöste. In Epiros übernahmen unterdessen die Sympathisanten Kassanders die Macht, die mehrere Anhänger Aiakides’ töteten oder aus dem Land vertrieben. Der wenige Jahre alte Pyrrhos konnte allerdings in den Norden zum Illyrerkönig Glaukias gerettet werden.
Aiakides selbst hatte sich dem Gefolge des Polyperchon angeschlossen, um mit ihm in Aitolien den Kampf gegen Kassander fortzusetzen. Bis zum Jahr 313 v. Chr. wendete sich die Lage unter den Epiroten wieder zu seinen Gunsten, doch wurde er von Philippos, dem Bruder Kassanders, an einer Rückkehr in sein Königreich gehindert. In einer Schlacht bei Oiniadai wurde er besiegt und getötet. Der Thron der Molosser ging nun an seinen älteren Bruder Alketas II.